# Dacita
La dacita es una roca ígnea volcánica con alto contenido de hierro. Su composición se encuentra entre las composiciones de la andesita y de la riolita y, al igual que la andesita, se compone principalmente de feldespato plagioclasa con biotita, hornblenda, y piroxeno (augita y/o enstatita).
Las rocas de este grupo se manifiestan en Rumania, Almería (España), Argyll y otras zonas de Escocia, Bardon Hill en Leicestershire, Nueva Zelanda, los Andes, Martinica, Nevada y otra zonas del oeste de América del Norte, Grecia y otros sitios. Por lo general son sitios asociados con andesitas y traquitas, y forman flujos de lava, diques, y en algunos casos intrusiones masivas en los centros de volcanes. La dacita es un tipo de roca abundante en el Monte Santa Helena.

## Características
La dacita posee una textura entre afanítica y pórfida con cuarzo en forma de cristales de tamaño considerable redondeados corroídos, o como elemento de su pasta base. Las proporciones relativas de feldespatos y cuarzo en la dacita, y en muchas otras rocas volcánicas, se ilustran en el diagrama QAPF. La dacita se define por su contenido de sílice y álcalis en la clasificación TAS. 
La plagioclasa comprende desde la oligoclasa a la andesina y labradorita, y a menudo se encuentra muy zonificada. En algunas dacitas también se manifiesta sanidina, y cuando se encuentra en abundancia produce rocas que forman transiciones hacia riolitas. La biotita es marrón; la hornblenda es marrón o marrón verduzca; y la augita por lo general es verde. 
La palabra dacita proviene de Dacia, una provincia del Imperio romano habitada por los dacios y getas, las ramas del Norte-Danubio de los tracios, que se encontraba entre el río Danubio y los montes Cárpatos (actualmente Rumania), que es donde primero se describió la roca.